# Djambala
Djambala is een plaats in Congo-Brazzaville en de hoofdplaats van de regio Plateaux. De plaats ligt ten noorden van Brazzaville nabij Léfini Reserve.